# Sevilay Öztürk
Sevilay Öztürk (28 de noviembre de 2003) es una deportista turca que compite en natación adaptada. Ganó dos medallas en los Juegos Paralímpicos de Verano, bronce en Tokio 2020 y bronce en París 2024.

## Palmarés internacional
| Juegos Paralímpicos | Juegos Paralímpicos | Juegos Paralímpicos | Juegos Paralímpicos |
| Año                 | Lugar               | Medalla             | Prueba              |
| ------------------- | ------------------- | ------------------- | ------------------- |
| 2020                | Tokio (Japón)       | Medalla de bronce   | 50 m espalda S5     |
| 2024                | París (Francia)     | Medalla de bronce   | 50 m mariposa S5    |